# Dispersión de Thomson
La dispersión de Thomson es la dispersión elástica de la radiación electromagnética por una partícula cargada libre, tal y como se describe en el electromagnetismo clásico. Es justo el límite inferior (relativo a la energía) de la dispersión de Compton: la energía cinética de la partícula y la frecuencia del fotón no cambian en el proceso de dispersión. Este límite es válido mientras la energía del fotón sea mucho más pequeña que la energía de la masa de la partícula:       
{\displaystyle \nu \ll mc^{2}/h}
O lo que es equivalente, mientras la longitud de onda de la luz sea mucho mayor que la longitud de onda de Compton de la partícula.

## Descripción del fenómeno
En los límites de baja energía, el campo eléctrico de la onda incidente (fotón) acelera la partícula cargada, haciéndola emitir radiación de la misma frecuencia que la onda incidente, y por ello se dice que la onda se dispersa. La dispersión de Thomson es un fenómeno importante en física del plasma y fue descrito por primera vez por el físico J. J. Thomson en 1907. Mientras que el movimiento de la partícula sea no-relativista (su velocidad es mucho menor que la velocidad de la luz), la causa principal de la aceleración de la partícula se deberá a la componente del campo eléctrico de la ola de incidente. En una primera aproximación, la influencia del campo magnético puede obviarse. La partícula se moverá en la dirección de oscilación del campo eléctrico, dando como resultado una radiación de dipolo electromagnético. La partícula en movimiento radiará con más fuerza en la dirección perpendicular a su aceleración, y tal radiación estará polarizada a lo largo de su dirección de movimiento. Por tanto, dependiendo de la posición del observador, la luz dispersada de un volumen pequeño podría parecerle más o menos polarizada.

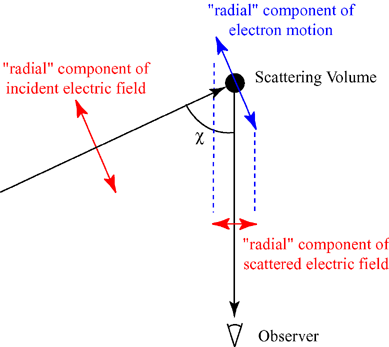
Geometría de la dispersión de Thomson

Los campos eléctricos de la onda incidente y la observada (onda saliente) pueden dividirse en los que están contenidos en el plano de observación (formado por las ondas entrante y saliente) y aquellas componentes perpendiculares a tal plano. Estos componentes contenidos  en el plano se llaman "radiales" y aquellos perpendiculares, "tangenciales" (estos términos no parecen naturales, pero es terminología estándar).
El esquema a la derecha describe el plano de observación. Muestra la componente radial del campo eléctrico incidente, el cual produce a la partícula cargada en el punto de dispersión una componente radial de aceleración (tangente al plano de observación). Puede mostrarse que la amplitud de la onda observada será proporcional al coseno de χ, el ángulo entre las ondas entrante y dispersada. La intensidad, la cual es el cuadrado de la amplitud, disminuirá entonces en un factor de cos2(χ). Puede verse que las componentes tangenciales (perpendiculares al plano del esquema) no se verán afectadas en este proceso.
La mejor forma de describir la dispersión es mediante el coeficiente de emisión qué está definido como ε donde ε·dt·{\displaystyle dV}·dΩ·dλ es la energía dispersada por un elemento de volumen {\displaystyle dV}en un tiempo dt para un ángulo sólido dΩ entre las longitudes de onda λ y λ+dλ. Desde el punto de vista de un observador, hay dos coeficientes de emisión, εr que corresponde a la luz radialmente polarizada y εt que lo hace a la tangencialmente polarizada. Para la luz incidente no polarizada, estos están dados por:
{\displaystyle \varepsilon _{t}={\frac {\pi \sigma _{t}}{2}}In}
{\displaystyle \varepsilon _{r}={\frac {\pi \sigma _{t}}{2}}In\cos ^{2}\chi }
donde       
{\displaystyle n} es la densidad de las partículas cargadas en el punto de dispersión,
{\displaystyle I} es el flujo incidente (energía/tiempo/área/longitud de onda) y 
{\displaystyle \sigma _{t}} es la sección eficaz de Thomson para la partícula cargada, definida más abajo. La energía total radiada por un elemento de volumen {\displaystyle dV} en un tiempo dt entre las longitudes de onda λ y λ+dλ se encuentra integrando la suma de los coeficientes de emisión sobre todas las  direcciones (ángulo sólido).
La sección eficaz diferencial de Thomson, relativa a la suma de los coeficientes de emisividad, está dada por:
{\displaystyle {\frac {d\sigma _{t}}{d\Omega }}=\left({\frac {q^{2}}{4\pi \varepsilon _{0}mc^{2}}}\right)^{2}{\frac {1+\cos ^{2}\chi }{2}}}
expresado en unidades del SI; {\displaystyle q} es la carga de cada partícula, {\displaystyle m} su masa, y {\displaystyle \varepsilon _{0}} una constante, la permitividad del vacío. (Para obtener una expresión en unidades cgs, sustraer el factor de 4πε0). Integrando sobre el ángulo sólido, se obtiene la sección eficaz de Thomson:
{\displaystyle \sigma _{t}={\frac {8\pi }{3}}\left({\frac {q^{2}}{4\pi \varepsilon _{0}mc^{2}}}\right)^{2}}
en unidades del SI.
Una característica importante es que la sección eficaz es independiente de la frecuencia del fotón; es proporcional al cuadrado del radio clásico de una partícula de masa m y carga q, concretamente:
{\displaystyle \sigma _{t}={\frac {8\pi }{3}}r_{e}^{2}}
Alternativamente, esto puede ser expresado en términos de {\displaystyle \lambda _{c}} (longitud de onda de Compton) y la constante de acoplamiento:
{\displaystyle \sigma _{t}={\frac {8\pi }{3}}\left({\frac {\alpha \lambda _{c}}{2\pi }}\right)^{2}}
Para un electrón, la sección efectiva de Thomson está numéricamente dada por:
{\displaystyle \sigma _{t}={\frac {8\pi }{3}}\left({\frac {\alpha \hbar c}{mc^{2}}}\right)^{2}=6.6524587158\ldots \times 10^{-29}{\text{ m}}^{2}=66.524587158\ldots {\text{ (fm)}}^{2}}

## Ejemplos de dispersión de Thomson
La radiación de fondo de microondas está linealmente polarizada como resultado de la dispersión de Thomson, según mediciones obtenidas por el DASI y otros experimentos más recientes.
La corona solar K es el resultado de la dispersión de Thomson de la radiación solar por los electrones de su corona. La misión STEREO de la NASA obtiene imágenes tridimensionales de la densidad de electrones alrededor de esta corona K, midiéndola desde dos satélites separados.
En los tokamaks (ICF objetivos y otros dispositivos de fusión experimentales), las temperaturas y densidades de los electrones en el plasma pueden medirse con gran exactitud a través de las detecciones del efecto de dispersión de Thomson de un rayo láser de alta intensidad.
Efecto de dispersión inversa de Compton puede ser visto como el efecto de dispersión de Thomson en el marco en reposo relativista de una partícula.
La cristalografía de rayos X está basada en la dispersión de Thomson.